# Новокаразириково
Новокаразириково (баш. Яңы Ҡарайерек) — деревня в Чекмагушевском районе Республики Башкортостан Российской Федерации. Входит в состав Тузлукушевского сельсовета. 

## География

### Географическое положение
Расстояние до:
- районного центра (Чекмагуш): 32 км,
- центра сельсовета (Каразириково): 12 км,
- ближайшей ж/д станции (Буздяк): 99 км.

## Население
| 2002 | 2009 | 2010 |
| ---- | ---- | ---- |
| 5    | ↘3   | ↘1   |

Национальный состав
Согласно переписи 2002 года, преобладающая национальность — башкиры (100 %).